# 八戸市立田面木小学校
八戸市立田面木小学校（はちのへしりつたもぎしょうがっこう）は、青森県八戸市にある市立小学校。

## 沿革
- 1881年（明治14年）1月10日 - 田面木小学[1]として創立。当時の住所は、三戸郡館村大字田面木字上田面木14番地。
- 1886年（明治19年）9月25日 - 館村大字田面木字上田面木36番地に移転。
- 1887年（明治20年） - 田面木簡易小学校と改称[1]。
- 1892年（明治25年） - 田面木尋常小学校と改称[1]。
- 1900年（明治33年）3月26日 - 館村大字田面木字上野道下30番地に校舎新築移転。
- 1922年（大正11年）7月1日 - 館村学区を統一し、田面木第2学区廃止。
- 1940年（昭和15年）3月31日 - 館村の八戸市への編入により、八戸市立田面木尋常小学校と改称。
- 1941年（昭和16年）4月1日 - 法律改正（国民学校令施行）により、八戸市立国民学校と改称。
- 1944年（昭和19年）2月29日 - 位置変更、八戸市大字田面木字山道下16番地・17番地。
- 1947年（昭和22年）4月1日 - 新学制実施により、八戸市立田面木小学校と改称。
- 1949年（昭和24年）4月21日 - 校舎増改築落成し、第3学年以上新校舎へ移転[1]。
- 1953年（昭和28年）5月20日 - 田面木公民館新築と合わせ校舎増築落成式挙行。
- 1960年（昭和35年）1月10日 - 校歌・校章制定、校旗樹立。創立80周年記念式典挙行し、祝賀会・記念事業を行う。
- 1971年（昭和46年）1月16日 - 創立90周年記念式典挙行し、祝賀会・記念事業を行う。
- 1972年（昭和47年）4月1日 - 新改築一期工事完成（鉄筋3階建6教室・管理棟）。
- 1973年（昭和48年）3月10日 - 新改築二期工事完成（8教室・体育館）落成式挙行し、記念祝賀会と記念事業を行う。
- 1976年（昭和51年）7月31日 - 増築校舎完成（鉄筋3階3教室・特別教室3・準備室）。
- 1981年（昭和56年）
  - 3月10日 - 体育館改築。
  - 6月30日 - 創立100周年記念式典挙行し、祝賀会と記念事業を行う。
- 1987年（昭和62年）11月1日 - 校舎増築（普通教室4教室・特別教室3教室）。校地拡張1680㎡。
- 1988年（昭和63年）12月28日 -  校地拡張4163㎡（プール用地を含む）。
- 1990年（平成2年）
  - 7月30日 - プール竣工し、プール開き式挙行。
  - 10月12日 - 創立110周年記念式典挙行、祝賀会開催。
- 1991年（平成3年）
  - 5月10日 - 110周年記念事業遊具設置。
  - 5月11日 - 110周年記念碑設置。
- 1993年（平成5年）3月26日 - 校門、玄関前道路完成。
- 2000年（平成12年）
  - 8月30日 - 用具保管物置小屋完成（120周年記念事業）。
  - 10月27日 - 創立120周年記念式典挙行。
- 2001年（平成13年）3月16日 - ビオトープ工事完了。
- 2009年（平成21年）
  - 2月26日 - 体育館ステージ天井補強工事。
  - 12月9日 - 体育館床改修工事。
- 2010年（平成22年）10月29日 - 創立130周年記念式典挙行、祝賀会開催。
- 2011年（平成23年）11月17日 - 体育館と第一校舎耐震補強工事。
- 2012年（平成24年）
  - 9月15日 - 擁壁工事。
  - 11月8日 -  第二校舎屋根改修工事。
- 2013年（平成25年）4月1日 - おおぞら学級（特別支援学級）開設。
- 2014年（平成26年）
  - 2月20日 - 第一校舎屋上改修工事完了。
  - 3月23日 - 避難施設再生可能エネルギー等導入事業完了（蓄電池・パネル）。
- 2017年（平成29年）4月1日 - あすなろ学級（自閉症・情緒障害学級）開設。
- 2018年（平成30年）3月31日 - トイレ改修工事完了。
- 2020年（令和2年）
  - 11月9日 - GIGAスクール構想により、1人1台の端末配備。
  - 11月20日 - 創立140周年記念式典挙行。

## 通学区域
- 松園町・松園団地・上田面木・中田面木・下田面木・南田面木[2]

## 進学先中学校
- 八戸市立根城中学校
  - 松園町・松園団地・上田面木・中田面木・下田面木[2]
- 八戸市立白山台中学校
  - 南田面木[2]

## 学校周辺
- 八戸市立田面木公民館 - 敷地が隣接
- 八戸田面木郵便局
- 国道104号

## 交通
- 八戸市営バス「田面木小学校前」バス停下車後、学校正門まで、
  - 中心街ターミナル経由旭ヶ丘営業所行・中心街ターミナル経由ラピアバスターミナル行・八戸ニュータウン経由大杉平バスセンター行・八戸ニュータウン経由中心街ターミナル行のりばから、すぐそば（約20m）。
  - ウルスラ学院行のりばから、徒歩約85m・約1分（停留所から正門まで直線距離は約30mほどだが、正門前の横断歩道を経由する必要があるため、約3倍の距離となる）。